# Unterseeboot 553
Le Unterseeboot 553 (ou U-553) est un sous-marin allemand utilisé par la Kriegsmarine pendant la Seconde Guerre mondiale.

## Historique
Après sa phase d'entraînement à Kiel dans la 7. Unterseebootsflottille jusqu'au 1er avril 1941, il rejoint sa flottille de combat à la base sous-marine de Saint-Nazaire, toujours la 7. Unterseebootsflottille jusqu'au 30 novembre 1942. Puis il est affecté à la 3. Unterseebootsflottille à Base sous-marine de La Rochelle (La Pallice).
Le 25 avril 1941, l'U-553 est forcé d'interrompre sa patrouille et de retourner à sa base en raison de lourdes avaries des moteurs.
Il prend part à la bataille du Saint-Laurent au printemps 1942, coulant deux navires cargos, respectivement le 11 et le 12 mai 1942 .
L'U-553 est porté disparu, coulé dans l'Atlantique nord en janvier 1943. Le sous-marin a envoyé son dernier message par radio le 20 janvier 1943 : Sehrohr unklar (périscope obstrué). Il ne donne plus aucune information après celui-ci.

Les quarante-sept membres de l'équipage meurent dans cette disparition.

## Affectations successives
- 7. Unterseebootsflottille du 23 décembre 1940 au 30 novembre 1942
- 3. Unterseebootsflottille du 1er décembre 1942 au 20 janvier 1943

## Commandement
- Kapitänleutnant, puis korvettenkapitän Karl Thurmann  du 23 décembre 1940 au 20 janvier 1943

## Navires coulés
L'U-553 a coulé 13 navires marchands pour un total de 64 612 tonneaux et a endommagé 2 navires marchands de 15 273 tonneaux au cours des 10 patrouilles qu'il effectua.

## L'U-553 en littérature
- L'écrivain Neal Stephenson a utilisé le nom de ce sous-marin dans son roman de science-fiction Cryptonomicon, et spécialement dans le tome 1 Le Code Énigma. En effet, ce sous-marin, qui dans la réalité a été détruit dans des circonstances inconnues, permet à l'auteur d'imaginer qu'il s'est échoué sur les côtes britanniques et qu'il a servi aux Alliés pour découvrir des codes secrets de la flotte allemande.

## Sources
- (en) Cet article est partiellement ou en totalité issu de l’article de Wikipédia en anglais intitulé « German submarine U-553 » (voir la liste des auteurs).